# Benny Hinn
Toufik Benedictus Hinn, detto Benny (Giaffa, 3 dicembre 1952), è un pastore protestante e personaggio televisivo statunitense.
Appartiene alla corrente carismatico-pentecostale. È meglio conosciuto per le sue "Crociate Miracolose" regolari – incontri di risveglio o di guarigione della fede che di solito si tengono negli stadi delle principali città e che vengono successivamente trasmessi in tutto il mondo nel suo programma televisivo, This Is Your Day.

## Biografia
È autore e conduttore della trasmissione televisiva This is your day, in onda dal 1990 su diversi canali monotematici religiosi negli Stati Uniti, quali la Trinity Broadcasting Network e la Daystar Television Network. Il programma viene doppiato e replicato in circa 200 Stati del mondo e in tutta Europa è visibile sulla Televisione Cristiana in Italia, un canale in chiaro presente sul satellite Hotbird e ritrasmesso in digitale terrestre in Lombardia, Piemonte e Lazio. Alcune puntate di This is your day mostrano le Holy Spirit Miracle Crusades, ovvero le riunioni evangelistiche che Hinn organizza in tutto il mondo all'interno di grandi strutture come arene o stadi. A partire dal 2001, gli eventi si sono tenuti anche a Milano, Roma e Palermo. Inoltre, Hinn è autore di saggi di carattere religioso, tra cui Buon giorno, Spirito Santo (titolo originale: Good Morning, Holy Spirit).
Nato in Israele, è cresciuto nella Chiesa ortodossa. All'età di sedici anni si trasferisce con la famiglia in Canada, dove abbraccia il pentecostalismo e prende la decisione di diventare pastore per le Assemblee di Dio Americane. Si è risposato con Suzanne Harthern (nel 2010 aveva divorziato da Suzanne). Attualmente risiede in Costa Mesa, nella contea di Orange in California, vicino agli studi di This is your day. La sede della World Healing Center Church, da lui fondata in Orlando (Florida) nel 1983, è a Grapevine in Texas.
Nel 2012 ha creato la scuola telematica "Master Hebrew" per facilitare l'apprendimento dell'ebraico biblico e dell'ebraico moderno. La dottrina di Hinn trae origine sia dal movimento Word of Faith (talvolta abbreviato in Faith), conosciuto in Italia come Movimento della Fede o Parola della Fede, sia dal predicatore pentecostale Kenneth Hagin. Tuttavia, non tutti i principi coincidono con quelli del Word of Faith o di Hagin.

## Rapporti con il Cattolicesimo
Benny Hinn si è reso protagonista di alcune iniziative in collaborazione con la Chiesa cattolica romana. Nel 1998 si è recato in pellegrinaggio davanti alla Sindone in occasione dell'ostensione torinese, annunciando la sua partecipazione alla raccolta di fondi per il restauro della cappella del Guarini dopo l'incendio. Nell'estate del 2010 ha dichiarato di essere divenuto Patrono delle arti dei Musei Vaticani. Inoltre, ha intrattenuto rapporti con varie personalità della Chiesa cattolica, tra cui Papa Giovanni Paolo II. Padre Raniero Cantalamessa, Predicatore della Casa Pontificia, afferma di avere visto "folle di cattolici" partecipare ad una riunione di preghiera organizzata da Hinn in Italia.

## Critiche
Alcune chiese evangeliche, rappresentate dall'AEI, hanno preso le distanze sia dalla raccolta fondi per il restauro della cappella del Guarini sia dalle riunioni di preghiera. Altre critiche vertono sulle profezie che Hinn ha fatto per gli anni novanta e che non si sono avverate, come ad esempio che Dio avrebbe distrutto la comunità omosessuale nel 1995 o la morte di Fidel Castro, l'elezione della prima donna come Presidente degli Stati Uniti d'America, un terremoto che avrebbe distrutto la East Coast ed altre ancora.